# 何若
何若（1105年—1150年），字任叟，上元（今江苏省南京市）人，宋朝官员。宋高宗年间为签书枢密院事。
何若少年时入建康郡学，与秦桧、范同、段拂、魏良臣等人为同学。宋徽宗宣和六年（1124年）进士，调淝州推官。宋高宗绍兴十年（1140年），转任秘书省正字，绍兴十二年（1142年），迁校书郎。绍兴十四年（1144年）十二月，御史中丞杨愿、殿中侍御史汪勃、右正言何若，弹劾罢免端明殿学士、签书枢密院事李文会。绍兴十五年（1145年）十一月，右谏议大夫何若擢升为御史中丞，侍御史汪勃擢升为右谏议大夫。绍兴十六年（1146年）七月，御史中丞何若弹劾张浚建造大第，强占民田。绍兴十七年（1147年）正月，以端明殿学士、签书枢密院事李若谷参知政事，御史中丞何若为端明殿学士、签书枢密院事。后来忤秦桧，罢职奉祠，寓于衢州。绍兴二十年（1150年）卒。作品有有《风山集》、《尚书春秋讲义》等，已佚。